# Gummfluh
Gummfluh – szczyt w paśmie Schweizer Voralpen, części Alp Zachodnich. Leży w Szwajcarii w kantonach Valais i Berno. Można go zdobyć ze schroniska Cabane de la Videmanette (2130 m).